# Grammodes chalciptera
Grammodes chalciptera är en fjärilsart som beskrevs av Moritz Balthasar Borkhausen 1792. Grammodes chalciptera ingår i släktet Grammodes och familjen nattflyn. Inga underarter finns listade i Catalogue of Life.